# Campionati europei juniores di scherma 2001
I Campionati europei juniores di scherma del 2001 (2001 European Juniors Fencing Championships) sono stati organizzati dalla Confederazione europea di scherma e si sono svolti a Keszthely, in Ungheria.
Nel fioretto, si sono aggiudicati i titoli di campione europeo il britannico Laurence Halsted, che ha battuto in finale il connazionale Richard Kruse, e la polacca Małgorzata Wojtkowiak che ha avuto la meglio sulla tedesca Carolin Neckerman.
Nella spada il francese Gauthier Grumier ha battuto in finale il ceco Jiří Beran, mentre tra le donne la tedesca Britta Heidemann ha superato la russa Chouroupina.
Nella sciabola il bielorusso Primenko ha prevalso sul francese Vincent Anstett, mentre la russa Margarita Joukova ha battuto la polacca Kasia Kuzniak.
Nei campionati europei juniores a squadre maschili, la nazionale tedesca ha prevalso nella finale del fioretto contro la Francia, mentre la compagine ucraina ha vinto nella spada contro la formazione polacca, ed infine la nazionale russa ha avuto la meglio sullala compagine magiara nella sciabola.
Nei campionati europei juniores a squadre femminili, la nazionale russa ha prevalso nella finale del fioretto contro l'Ungheria, la Russia ha vinto nella spada contro la formazione magiara, ed infine la formazione magiara ha avuto la meglio sullala compagine francese nella sciabola.

## Podi

### Uomini
| Specialità  | Oro              | Argento                   | Bronzo                             |
| Individuali |                  |                           |                                    |
| Fioretto    | Laurence Halsted | Richard Kruse             | Jaubert Ivanow                     |
| Spada       | Gauthier Grumier | Jiří Beran                | Ulrich Robeiri Eric Razafindranaly |
| Sciabola    | Primenko         | Vincent Anstett           | Sandor Neuhold Clement Martin      |
| A squadre   |                  |                           |                                    |
| Fioretto    | Germania -       | Francia Jaubert -         | Russia Ivanow -                    |
| Spada       | Ucraina -        | Polonia -                 | Slovacchia -                       |
| Sciabola    | Russia -         | Ungheria Sandor Neuhold - | Francia Vincent Anstett Martin -   |

### Donne
| Specialità  | Oro                                 | Argento                  | Bronzo                             |
| Individuali |                                     |                          |                                    |
| Fioretto    | Małgorzata Wojtkowiak               | Carolin Neckerman        | Golobiewski Yevgeniya Lamonova     |
| Spada       | Britta Heidemann                    | Chouroupina              | Ljubov' Šutova Julia Revesz        |
| Sciabola    | Margarita Joukova                   | Kasia Kuzniak            | Léonore Perrus Ekaterina Fedorkina |
| A squadre   |                                     |                          |                                    |
| Fioretto    | Russia Yevgeniya Lamonova -         | Ungheria -               | Polonia Małgorzata Wojtkowiak -    |
| Spada       | Russia Ljubov' Šutova Chouroupina - | Ungheria Julia Revesz -  | Germania Britta Heidemann -        |
| Sciabola    | Ungheria -                          | Francia Léonore Perrus - | Regno Unito -                      |